# Sao chổi lớn năm 1882

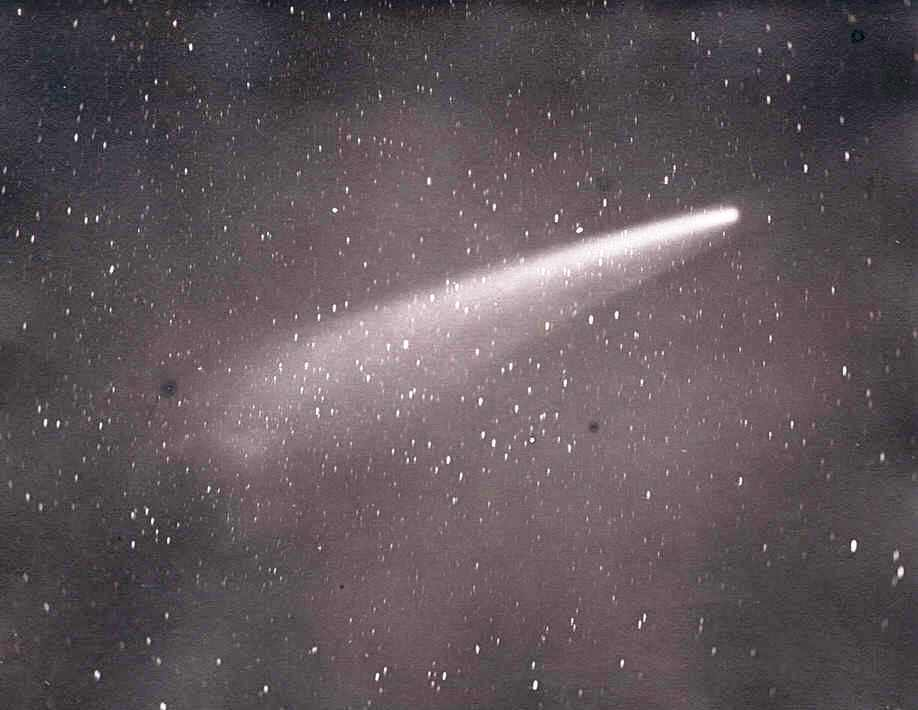
Ảnh chụp của sao chổi từ Cape Town của David Gill

Sao chổi lớn năm 1882, mã số chính thức C/1882 R1, 1882 II, và 1882b, là một sao chổi đã trở nên rất sáng trong tháng 9 năm 1882. Nó là một thành viên của họ sao chổi đi sát Mặt Trời Kreutz, một tập hợp sao chổi mà tiếp cận Mặt Trời trong vòng 1 bán kính của Mặt Trời tại điểm cận nhật. Sao chổi này đủ sáng để có thể nhìn thấy được bên cạnh Mặt Trời vào ban ngày trên bầu trời.

## Phát hiện
Sao chổi này xuất hiện trên bầu trời buổi sáng tháng 9 năm 1882. Các báo cáo cho thấy nó được nhìn thấy lần đầu vào ngày 1 tháng 9 năm 1882, từ Mũi Hảo Vọng cũng như Vịnh Guinea, và trong vài ngày sau đó nhiều nhà quan sát ở miền Nam bán cầu báo cáo thấy một sao chổi mới.
Nhà thiên văn học đầu tiên ghi lại những quan sát của sao chổi là William Henry Finlay, Trợ lý trưởng tại Đài thiên văn Hoàng gia ở Cape Town, Nam Phi. Quan sát của Finlay vào ngày 7 tháng 9 lúc 16h GMT cũng là một khám phá độc lập, và ông đã báo cáo rằng sao chổi có độ sáng biểu kiến vào khoảng +3, và một cái đuôi dài khoảng một độ cung.
Sao chổi này tỏa sáng nhanh chóng, và trong vòng vài ngày đã trở thành một vật thể sáng đặc biệt. Nhà thiên văn học hoàng gia ở Mũi Hảo Vọng, David Gill, đã báo cáo quan sát được sao chổi mọc vài phút trước Mặt Trời vào ngày 18 tháng 9, và mô tả nó là " Hạt nhân lúc đó chắc chắn là đơn nhất, và chắc chắn có đường kính hơn 4 phút; như tôi đã mô tả nó, nó giống như một ngôi sao có cường độ sáng 1 và nhìn thấy được dưới ánh sáng ban ngày."

## Điểm cận nhật
Sao chổi đã nhanh chóng tiếp cận điểm cận nhật khi nó được nhìn thấy lần đầu tiên. Tại điểm cận nhật, sao chổi được ước tính đã chỉ cách bề mặt của Mặt Trời có 480.000 km (0,0032 AU). Các nghiên cứu quỹ đạo tiếp theo đã xác định rằng đó là một sao chổi đi rất sát Mặt Trời. Trong nhiều giờ xung quanh thời điểm đi sát Mặt Trời của nó, sao chổi này có thể dễ dàng nhìn thấy trên bầu trời ban ngày bên cạnh Mặt Trời. Nó đạt đến độ sáng biểu kiến ước tính là −17.
Một thời gian ngắn sau khi tới điểm cận nhật vào ngày 17 tháng 9, sao chổi đã vượt qua Mặt Trời. Tại Cape, Finlay quan sát sao chổi với sự trợ giúp của một bộ lọc ngay cho đến thời điểm nó đi qua Mặt Trời, khi các quầng lửa của Mặt Trời "sôi sục xung quanh sao chổi". Finlay ghi lại rằng sao chổi sau đó biến mất khỏi tầm nhìn rất đột ngột, và không có dấu vết nào của nó có thể được nhìn thấy trên bề mặt của Mặt Trời.